# Lettre à Senghor
Lettre à Senghor es una película del año 1997.

## Sinopsis
¿Quién era Léopold Senghor? Pobló la juventud del cineasta, convirtió la negritud en asunto de Estado, siempre defendió el idioma francés; por todo esto, el cineasta Samba Félix Ndiaye tuvo ganas de traspasar los secretos del gobernante. Para conseguirlo, recurrió a sus propios recuerdos y a los de sus allegados, además de entrevistar a los vecinos del pueblo donde nació Senghor. Una evocación poética y original de una figura ineludible en el África del siglo XX.